# Nikołaj Żerdiew (lotnik)
Nikołaj Prokofjewicz Żerdiew (ros. Николай Прокофьевич Жердев, ur. 22 kwietnia?/5 maja 1911 w Rutczenkowie (obecnie część Doniecka), zm. 5 listopada 1942) – radziecki lotnik wojskowy, major, Bohater Związku Radzieckiego (1939).

## Życiorys
Urodził się w rodzinie robotniczej. Skończył szkołę w Doniecku i technikum mechaniczno-metalurgiczne w Mariupolu, pracował jako mechanik-konstruktor w zakładach „Azowstal” i uczył się w aeroklubie. Od 1931 służył w Armii Czerwonej, ukończył wojskową lotniczą szkołę pilotów w Ługańsku, był lotnikiem i dowódcą klucza w 57 eskadrze lotnictwa myśliwskiego 142 Brygady Lotnictwa Myśliwskiego Sił Powietrznych Białoruskiego Okręgu Wojskowego. Od 26 marca do 3 września 1938 uczestniczył w wojnie domowej w Hiszpanii jako lotnik i dowódca klucza, latając myśliwcami I-15 i I-16. Miał wtedy wylatane 106 godzin, biorąc udział w 15 walkach powietrznych, w których strącił osobiście 3 samoloty przeciwnika, w tym 13 lipca 1938 taranując własnym samolotem samolot wroga. Po powrocie został pomocnikiem dowódcy pułku myśliwskiego, od 29 maja do 16 września 1939 brał udział w bitwie z Japończykami nad Chałchin-Goł, wykonując 105 lotów bojowych i 14 ataków szturmowych na skupiska siły żywej przeciwnika. Stoczył wówczas 46 walk powietrznych, w których strącił osobiście 11 samolotów wroga osobiście i 3 w grupie. Otrzymał za to tytuł Bohatera Związku Radzieckiego. W 1939 przyjęto go do WKP(b). Później był inspektorem ds. techniki pilotażu w 44 Dywizji Lotnictwa Myśliwskiego, od czerwca 1941 uczestniczył w wojnie z Niemcami. Walczył na Froncie Południowo-Zachodnim, Południowym i Północno-Kaukaskim, strącając osobiście 2 i w grupie 3 samoloty wroga. Był szturmanem (nawigatorem) 821 pułku lotnictwa myśliwskiego 4 Armii Powietrznej Frontu Północno-Kaukaskiego. Zginął w wypadku lotniczym. Łącznie miał na koncie 16 strąconych samolotów osobiście i 6 w grupie. Został pochowany w aulu Batajurt w rejonie chasawjurckim w Dagestańskiej ASRR. W Doniecku jego imieniem nazwano szkołę.

## Odznaczenia
- Złota Gwiazda Bohatera Związku Radzieckiego (17 listopada 1939)
- Order Lenina (dwukrotnie, 22 lutego 1939 i 17 listopada 1939)
- Order Czerwonego Sztandaru (29 sierpnia 1939)
- Medal jubileuszowy „XX lat Robotniczo-Chłopskiej Armii Czerwonej”
- Order Czerwonego Sztandaru (Mongolska Republika Ludowa, 10 sierpnia 1939)